# Glossosoma inops
Glossosoma inops är en nattsländeart som först beskrevs av Tsuda 1940.  Glossosoma inops ingår i släktet Glossosoma och familjen stenhusnattsländor. Inga underarter finns listade i Catalogue of Life.